# Ikšķile
Ikšķile (niem. Uexküll, szw. Yxkull, est. Üksküla) – miasto na Łotwie, leżące w historycznej krainie Liwonia w novadsie Ogre, nad Dźwiną, położone 30 km od Rygi. W latach 2009–2021 siedziba novadsu Ikšķile. Około 3826 mieszkańców (2005).
Znajdują tu się przystanek kolejowy Ikšķile, położony na linii Ryga - Dyneburg.